# Devos (achternaam)
Devos is een Nederlandstalige achternaam. De naam zou ontstaan zijn als een bijnaam of metaforische naam verwijzend naar het dier, de vos, voor een sluw persoon of ook voor een roodharig persoon. De naam komt vooral in België voor, in het centrale en westelijke deel van het land, zowel in Vlaanderen als Wallonië, met hoge concentraties in West-Vlaanderen en het westen van Oost-Vlaanderen en Henegouwen.

## Bekende naamdragers
- Adolphe Devos (1836-1922), Belgisch politicus
- Alain Devos (1962), Belgisch autojournalist en hoofdredacteur
- Alphonse Devos (1882-1959), Belgisch politicus
- Auguste Devos (1820-1880), Belgisch politicus
- Bérénice Devos (1922-1993), Belgisch kunstschilder
- Carl Devos (1970), Belgisch politicoloog
- Charles Devos (1864-1931), Frans politicus en burgemeester
- Danny Devos (1959), Belgisch kunstenaar
- Emiel Devos (1886-1964), Belgisch kunstenaar
- Emmanuelle Devos (1964), Franse actrice
- Gérard Devos (1903-1972), Belgisch voetballer
- Gérard Devos (1927), Frans dirigent en componist
- Godelieve Devos (1926-2016), Belgisch politica en burgemeester
- Guillaume Devos (1982), Belgisch acteur
- Hendrik Devos (1955), Vlaams wielrenner
- Henri Devos (1854-1932), Belgisch ondernemer
- Henri Devos, (1906-1987), Franse burgemeester (van Godewaarsvelde)
- Jacques Devos (1924-1992), Belgisch stripauteur
- Jeanne Devos (1902-1989), Franse fotografe
- Jeanne Devos (1935), Belgisch missiezuster in Mumbay
- Jodie Devos (1988), Belgische sopraan, tweede prijs Koningin Elisabethwedstrijd 2014
- Johan Devos (1966), Belgisch wielrenner
- Joris Devos (1889-1942), Belgisch politicus
- Liesbeth Devos, Belgische sopraan
- Katrien Devos (1951), Belgisch actrice
- Kristof Devos (1981), Belgisch illustrator en auteur
- Laurens Devos (2000), Belgisch tafeltennisser
- Leon Devos (1896-1963), Belgisch wielrenner
- Léon Devos (1897-1974), Belgisch kunstschilder
- Louis Devos (1926-2015), Belgisch tenor en dirigent
- Luc Devos (1960), Belgisch pianist
- Paul Devos (1911-1981), Belgisch schaakmeester
- Philip-Michael Devos (1990), Canadees ijshockeyer
- Pierre Devos (1917-1972), Belgisch kunstenaar
- Pieter Devos, Belgisch springruiter
- Raymond Devos (1922-2006), Belgisch cabaretier
- Robert Devos (1916-1996), Belgisch politicus en burgemeester
- Silva Devos, Belgisch fluitist
- Stefaan Devos (1951), Belgisch politicus en burgemeester
- Tore Devos (1996), Belgisch handbalspeler
- Werner Devos (1957), Belgisch wielrenner